# متوسط الزيادة السنوية

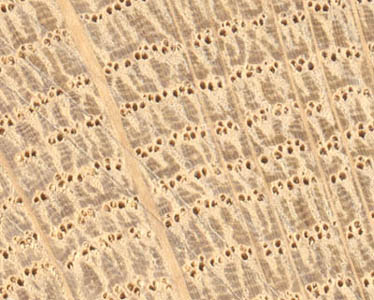

يُشير متوسط الزيادة السنوية (بالإنجليزية: Mean annual increment، يُعرف اختصارًا بـ MAI) أو متوسط النمو السنوي إلى متوسط حجم الزيادة السنوية بموقع غابوى من وقت الزرع وحتى عمر محدد، وتقاس بالأمتار المكعبة في الهكتار الواحد بالسنة. على سبيل المثال، شجرة تبلغ من العمر 20 عامًا يبلغ قطرها عند ارتفاع الصدر 10.0 بوصة لديها معدل زيادة سنوية مقداره 0.5 بوصة / سنة. بحيث يتم احتساب المعدل بـ {\displaystyle MAI=Y(t)/t}. 